# Сюлейман Токатджикли
Сюлейман Токатджикли е османски аян, управлявал в Гюмюрджина през 1798 – 1804 година.
Първите сведения за него са от 1795 – 1796 година, през 1798 година е аян на Макри и извършва нападения в Гюмюрджинско съвместно с групи кърджалии, самообявявайки се за аян на Гюмюрджина. Към лятото на 1800 година изглежда тази позиция е призната от властите и той е натоварен с прогонването на кърджалиите от Пловдивско, а през есента е призован да участва в подготвян поход срещу Осман Пазвантоглу, но не се явява и се укрива в горите над Гюмюрджина.
През есента на 1802 година войска на Токатджикли отново е в Пловдивско, където влиза в продължителни сблъсъци с части на янинския аян Али Тепеделенли. През пролетта на 1803 година воюва с аяна на Фере Али Молла, който по това време обсажда Димотика, и към есента успява да го отблъсне на изток, където той извършва голямото клане в Караеврен.
Малко по-късно Сюлейман Токатджикли открито се противопоставя на правителството и на привържениците на Низам-и Джедид, а през лятото на 1804 година вече действа съвместно с кърджалийския главатар Кара Фейзи, разграбвайки Новозагорско. Малко след това, притиснат от правителствени сили, той преминава през Сливенско, разграбва Жеравна и Котел и се укрепява в Жеравна, като лично румелийският бейлербей Ибрахим Бушати планира обсадата му там. Изоставен от част от войниците си, Токатджикли е принуден да премине Стара планина и да навлезе във владенията на русенския аян Исмаил Тръстениклиоглу.
През август или септември 1804 година Сюлейман Токатджикли е пленен от войска на Тръстениклиоглу при севлиевското село Агакьой. Тръстениклиоглу изпраща главата му в Константинопол, където смъртта на Токатджикли е приета като изключителен успех в борбата срещу размириците.